# Going Public
Going Public é o sexto álbum de estúdio da banda Newsboys, lançado em 1994.
Foi um dos mais bem sucedidos discos da banda, com o qual o grupo faturou dois Dove Awards, um na categoria "Rock Album of the Year" e outro na categoria "Rock Recorded Song of the Year" pela música "Shine".

## Faixas
1. "Real Good Thing" – 2:53
2. "Shine" – 3:42
3. "Spirit Thing" – 3:28
4. "Let It Rain" – 4:17
5. "Going Public" – 3:30
6. "Truth and Consequences" – 2:58
7. "Lights Out" – 3:09
8. "Be Still" – 3:19
9. "When You Called My Name" – 4:03
10. "Elle G." – 5:13

## Tabelas
Álbum
| Tabela (1994)              | Posição |
| -------------------------- | ------- |
| Top Contemporary Christian | 2       |
| Heatseekers                | 21      |

## Créditos
- John James - Vocal, vocal de apoio
- Peter Furler - Vocal, vocal de apoio, bateria
- Kevin Mills - Baixo, vocal de apoio
- Duncan Phillips - Teclados, vocal de apoio
- Jody Davis - Guitarra, vocal de apoio